# میرزا ابراهیم اصفهانی
میلاد قیصری (زادهٔ ۲۶ بهمن ۱۳۶۵) بازیگر، ادیتور و برنامه ساز ایرانی است. 

## زندگی‌نامه
میلاد قیصری فرزند مرتضی . بازیگر و برنامه ساز و ادیتور است حرفه اصلی او برنامه سازی است 